# ريس بورك
ريس بورك (بالإنجليزية: Reece Burke)‏ (2 سبتمبر 1996 نيوهام المملكة المتحدة - ) هو لاعب كرة قدم بريطاني، يلعب كمدافع.

## وصلات خارجية
ريس بورك على موقع الاتحاد الأوربي (الإنجليزية)
- ريس بورك على موقع قاعدة بيانات كرة القدم.إي يو (الإنجليزية)
- ريس بورك على موقع Soccerbase.com (لاعب) (الإنجليزية)
- ريس بورك على موقع Soccerway.com (الإنجليزية)
- ريس بورك على موقع عالم كرة القدم.نت (الإنجليزية)
- ريس بورك على موقع AS.com (الإسبانية)